# 天然呆
天然呆（日语：／ Ten'nen Boke）是一種性格。在漫才裡的「做傻事」是故意為了製造笑點而預先設計好的行為；而「天然呆」是指下意識做出別人覺得傻呼呼的舉動，也就是會無意識地製造笑點。

## 概要
在ACG作品中經常被使用為一種萌屬性。
天然呆角色的思想或舉止多少偏離一般常識的範圍，而且本身對此沒有察覺；遲鈍而純真，思想及行為有時令他人難以理解。天然呆的人物，行為上有時會顯得稚氣，在日常生活或感情上偏離一般人的想法及行動。
天然呆者對各種事物的反應大多都明顯遲鈍，尤其是愛情方面，有可能有被明確告白之後卻將其忘記的事情發生。也因反應遲鈍的關係，在ACG中不少天然呆角色還結合了無口的性格，但不必然伴隨；一些天然呆者仍有豐富的表情反應。
ACG界裡的天然呆者性格大多較樂觀開朗，總是經常冒失地搞砸一些事情，但單憑此判斷是否為天然呆並不夠正確。冒失和遲鈍的行為會給人以笨拙的感覺，但天然呆並不等於「笨蛋」，ACG中有不少天然呆屬性者在學識、智商方面也相當優秀。因此天然呆純屬性格特色，雖然也有很多角色結合腦袋不好的特性，但與笨蛋的意義仍有非常大的差距；而笨蛋屬性者也未必算是天然呆。
天然呆這一萌屬性被使用在動漫中的角色的時候，即使沒有天然呆的所有代表性特徵，只有一至兩種特點，亦有可能會被視為天然呆。天然呆這一種屬性亦與冒失娘、小白這幾種萌屬性具有相似點，因此這一種萌屬性的定義有相對較多的灰色地帶。
此外，看似彼此相反，但和一些人的直覺不同的是，天然呆與腹黑未必是相衝突的屬性。
在ACG中最具代表性的天然呆角色是《Milkyway》系列的御影咲夜，她從十餘歲一直呆到四十餘歲。